# Melanie Ortner-Stassen
Melanie Ortner-Stassen (* 7. Mai 1981 in Klagenfurt am Wörthersee als Melanie Ortner) ist eine österreichische Musicaldarstellerin.

## Leben
Melanie Ortner-Stassen besuchte von 1987 bis 1997 die Schule für künstlerischen Tanz in Klagenfurt. Von 1997 bis 1999 absolvierte sie eine Ausbildung beim Tanzstudio Moser-Riff in Klagenfurt und von 1999 bis 2002 absolvierte sie die Performing Arts Studios Vienna mit der Bühnenreifeprüfung in Gesang, Tanz und Schauspiel. Sie ist verheiratet mit dem Musicaldarsteller Peter Stassen.
2008 nahm sie an der Castingshow „Ich Tarzan, Du Jane!“ teil und spielte anschließend im Disney Musical Tarzan im Theater Neue Flora in Hamburg die Rolle der Jane und der Affenmutter Kala. Diese Rolle spielte sie auch in der Stuttgarter Produktion und auch 2018 in Oberhausen.

## Engagements
- 2002–2003: Elvis – Die Show, sein Leben (Theater Akzent Wien als Priscilla Pressley)
- 08/2003 – 04/2004: Jekyll & Hyde (Musical) (Musical Dome Köln im Ensemble)
- 05/2004 – 07/2005: Mamma Mia! (Palladium Theater Stuttgart als Swing und Cover Lisa)
- 07/2005 – 01/2006: Mamma Mia! (Palladium Theater Stuttgart als Assistant Dance Captain, Swing, Cover Sophie und Lisa)
- 01/2006 – 09/2007: Mamma Mia! (Palladium Theater Stuttgart als Erstbesetzung Sophie)
- 09/2007 – 08/2008: Mamma Mia! (Theater am Potsdamer Platz Berlin als Erstbesetzung Sophie)
- 08/2008 – 09/2010: Tarzan (Neue Flora Hamburg als Swing Gesang, Cover Jane und Kala)
- 10/2010 – 06/2011: Tanz der Vampire (Ronacher Vereinigte Bühnen Wien als Erstbesetzung Magda)
- 04/2011: Jesus Christ Superstar (Ronacher Vereinigte Bühnen Wien als Soulgirl)
- 09/2011 – 10/2013: Tarzan (Neue Flora Hamburg als Erstbesetzung Kala)
- 11/2013 – 08/2015: Tarzan (Apollo Theater Stuttgart als Erstbesetzung Kala)
- 11/2015 – 08/2016: Rocky (Palladium Theater Stuttgart als Dance Captain, Swing und Cover Gloria)
- 10/2016 – 09/2017: Mary Poppins (Apollo Theater Stuttgart als Ensemble, Cover Mary Poppins, Cover Winifred Banks)
- 08/2018 – 09/2018: Tarzan (Metronom Theater Oberhausen als Erstbesetzung Kala)
- seit 2019: Ghost (Palladium Theater Stuttgart als Ensemble und Cover Molly)